# Ofelia (opera kameralna)
Ofelia – jednoaktowa opera kameralna Jerzego Fryderyk Wojciechowskiego z roku 2017 na podstawie sztuki Śmierć Ofelii Stanisława Wyspiańskiego. Premiera kompozycji odbyła się w Teatrze Wielkim im. Stanisława Moniuszki w Poznaniu 30 marca 2019 roku. Reżyserem spektaklu był Krzysztof Cicheński, kierownikiem muzycznym Grzegorz Wierus, scenografię i kostiumy stworzyła Julia Kosek, a choreografię wykreowała Diana Cristescu. Pierwszymi odtwórczyniami były Maria Domżał (Ofelia I), Maria Antkowiak (Ofelia II) i Diana Cristescu (Ofelia III).
Opera została nagrodzona dwiema nagrodami w konkursie X Metafor Rzeczywistości organizowanych przez Teatr Polski w Poznaniu i Teatr Wielki w Poznaniu, a następnie wystawiana w operze poznańskiej w sezonach artystycznych 2018/2019 i 2019/2020. 
Śmierć Ofelii Stanisława Wyspiańskiego to monolog stanowiący artystyczne uzupełnienie historii znanej ze sztuki Williama Szekspira Hamlet. Kompozytor nic nie skreślił z oryginalnego tekstu młodopolskiego dramaturga, a jedynie podzieli go pomiędzy dwie partie sopranowe. Wojciechowski stosuje technikę palimpsestu, która charakteryzuje się nadpisywaniem nad zapożyczonym fragmentem muzycznym własnej i oryginalnej warstwy dźwiękowej. W Ofelii kompozytor stosuje muzyczne odwołania do twórczości Britney Spears.